# Alexandre Deutsch
Pour les articles homonymes, voir Deutsch.
Alexandre Nikolaïevitch Deutsch (en russe : Александр Николаевич Дейч), né le 19 décembre 1899 (31 décembre dans le calendrier grégorien) à Reni en Bessarabie et mort le 22 novembre 1986 à Poulkovskiye, est un astronome soviétique.

## Biographie
Alexandre Deutsch est né dans la ville de Reni sur la rive gauche du Danube, à la limite de la Moldavie, dans le sud de la Bessarabie (maintenant région d'Odessa en Ukraine). Son père était d'origine allemande et sa mère était d'origine grecque et roumaine. Durant sa jeunesse, sa famille s'installa à Riazan, puis à Saratov où il fit ses études secondaires. Il devint étudiant à l'université de Saint-Pétersbourg.
En 1935, Alexandre Deutsch entra comme assistant à l'observatoire astronomique situé sur les hauteurs de Poulkovskiye. Il a été nommé directeur adjoint de l'observatoire de Poulkovo avant la Seconde Guerre mondiale, puis directeur de l'observatoire de Poulkovo pendant le siège de Léningrad. Par la suite, il a été le chef de la section astrométrie de l'observatoire de Poulkovo et le fondateur de l'école astrométrique de cet observatoire. Il travailla jusqu'en 1985 dans cet observatoire astronomique.
Alexandre Deutsch a découvert un astéroïde (le Centre des planètes mineures l'a nommé « A. Deutsch »). Ses principales contributions scientifiques font référence à des études sur les mouvements propres des étoiles dans les surfaces sélectionnées de Kapteyn, en astrophotographie des galaxies, des étoiles et des naines brunes, en calculs astronomiques, en études d'éclipses et en photographie d'astéroïdes. Un certain nombre de ses travaux furent signés Deich au lieu de Deutsch. Il fut président de la commission d'astrométrie de l'union astronomique internationale.
| (1148) Rarahu | 5 juillet 1929 |